# Dial Records (1946)
Pour les articles homonymes, voir Dial Records.
Ne doit pas être confondu avec Dial Records (1964).
Dial Records est un label discographique américain de jazz bebop, anciennement basé à New York, dans l'État de New York, actif entre 1946 et 1954. Dial est fondé par Ross Russell et a notamment publié des disques de Charlie Parker, Miles Davis, Max Roach et Milt Jackson.

## Histoire
Le label fondé en 1946 par Ross Russell. Parmi les artistes qui ont enregistré pour Dial, citons Charlie Parker, qui a signé un contrat d'enregistrement exclusif d'un an avec Russell le 26 février 1946, ainsi que Miles Davis, Max Roach et Milt Jackson. Dial Records a d'abord pressé sa musique pour le Tempo Music Shop d'Hollywood, en Californie, mais a rapidement déménagé à New York.
Au cours de l'été 1949, Ross Russell annonce un changement d'orientation, le label se tournant vers l'édition de musique classique de compositeurs contemporains. Le premier disque de cette nouvelle série est la Sonate pour deux pianos et percussion de Béla Bartók. Cette série, intitulée Library of Contemporary Classics, est inspirée par l'obtention par Russell de la bande master d'un enregistrement de la Symphonie de chambre no 1 d'Arnold Schönberg auprès de Blue Star Records à Paris, en échange du paiement d'un certain nombre de bandes maîtresses de jazz Dial destinées à être distribuées en Europe.
Les intérêts de Russell changent à nouveau en 1953, lorsqu'il réalise des enregistrements sur le terrain de la musique calypso dans les Antilles britanniques, françaises et néerlandaises. Il en résulte la Dial Ethnic Series (Dial 400 label) de dix disques 33+1⁄3 rpm de dix pouces, publiés entre juin et novembre 1953.
Dial continue également de publier du matériel provenant de sessions de jazz enregistrées plus tôt, mais en 1954, Russell vend ses enregistrements de jazz à Concert Hall Records, leur envoyant les masters, les listes de pressage et les journaux de bord le 3 juin 1954.